# 弗龍圖斯山
41°15′29″N 23°36′07″E / 41.258°N 23.602°E

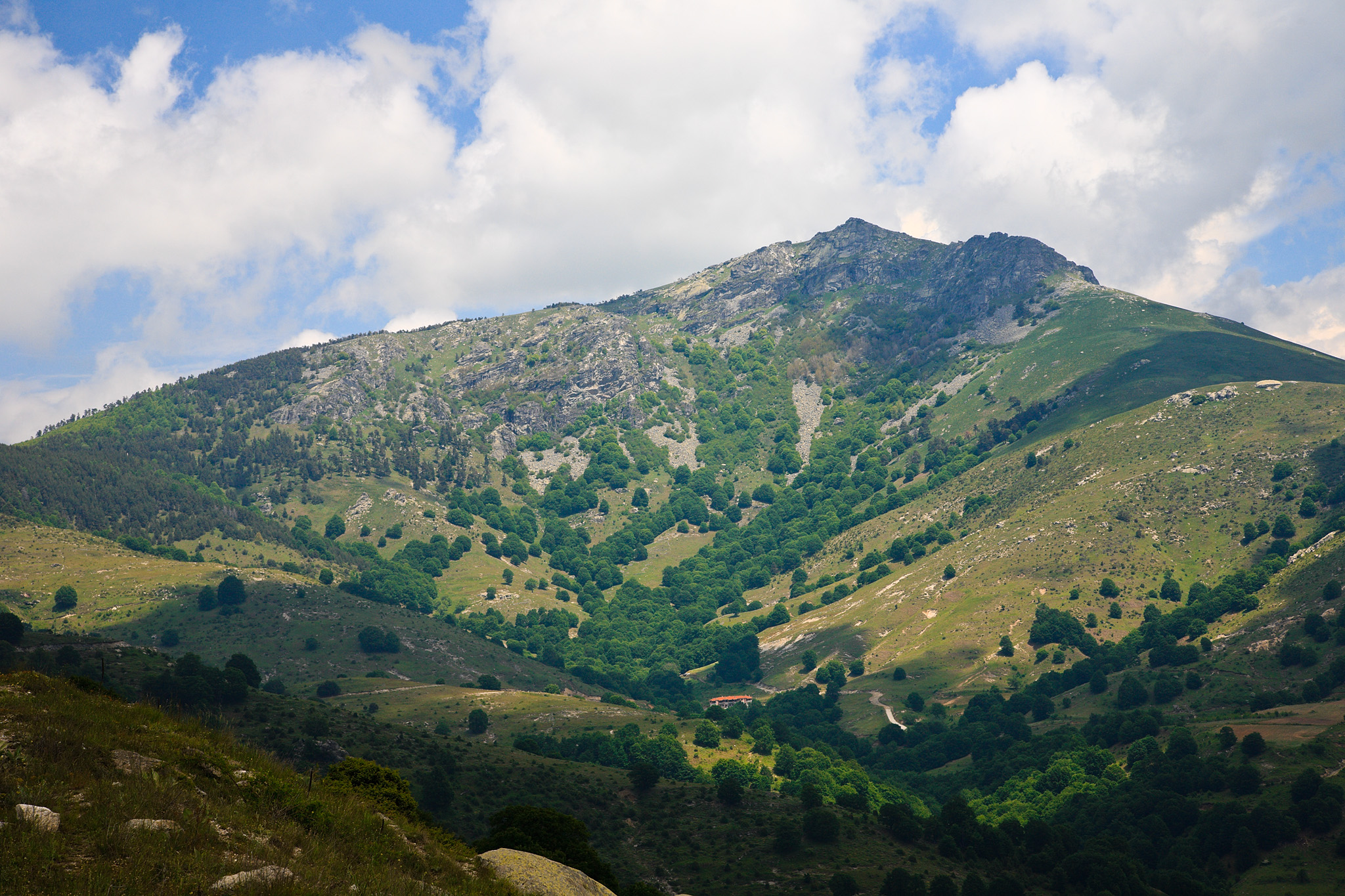

弗龍圖斯山是希臘的山脈，位於該國北部，橫跨塞雷专区和兹拉马专区，全長35公里，最高點海拔高度1,849米，該山脈地區擁有豐富的礦物，包括銀和鐵。